# Sonnengesang
Sonnengesang (Engelse titel The canticle of the sun) is een compositie van de Russische Sofia Goebajdoelina.
De componiste liet zich inspireren door het Zonnelied (Laudes creaturarum) van Franciscus van Assisi. Zij was daarin niet de enige, haar collegae Alfred Schnittke (met Der Sonnengesang des Franz), Rudolf Moser, Joaquín Rodrigo, Arne Mellnäs en Olivier Messiaen gingen haar bijvoorbeeld voor. Het werk, dat doorgecomponeerd is, valt in vier secties uiteen:
1. Verherrlichung des Schöpfers und seiner Schöpfung – Sonne und Mond
2. Verherrlichung des Schöpfers der vier Elemente: Luft, Wasser, Feuer und Erde
3. Verherrlichung des Lebens
4. Verherrlichung des Todes

Het werk begint met een eenzame cello, die opwaartse glissandi speelt, eindigend op het C-majeurakkoord (C-E-G-C). Vlak daarna volgt de introductie van het kamerkoor, dat in een liturgieachtige vorm te horen is. De muziek is dan zowel consonant als dissonant. Daarna volgt een wisseling tussen zangstemmen al dan niet solo, percussie (met name marimba) voor de klankkleuring en de cello, die steeds teruggrijpt op het gezongene. Het gehele gezelschap speelt soms ook in ensemblevorm, zodat dialogen tussen de diverse solisten te horen is. Het veelvuldige gebruik van secundes wijst op twijfels en angst. Het werk sterft weg met de tekst "Laudate et benedicte mi Signore, et rengretiate et serviateli cun grande humilitate".
De cellist Mstislav Rostropovitsj (aan wie het werk is opgedragen) was de instrumentale solist tijdens de première op 9 februari 1998 waar medemusici kwamen uit het Nationaal orkest van Litouwen en het Staatskoor uit Kaunas; het geheel stond onder leiding van dirigent Robertas Servenikas. Plaats van handeling was Frankfurt am Main. Het verhaal gaat dat Mstislav Rostropovitsj tijdens de uitvoering tot tranen toe geroerd was. Naar aanleiding van die uitvoering paste Goebajdoelina het werk nog aan, om meer verdieping te krijgen. Ook deze tweede versie werd na één uitvoering aangepast, zodat binnen 3 maanden tijd het werk tweemaal werd gereviseerd. De componiste gaf daarbij steeds aan dat het werk soberheid moet uitstralen, ook al is het een verering. 
Orkestratie:
- cello
- 2 man/vrouw percussie (zoals glazen bellen, tamtam, glockenspiel, pauken, marimba, vibrafoon), celesta
- gemengd koor met soli in sopraan-, alt-, tenor- en basstem.

Het werk is diverse keren op geluidsdrager vastgelegd, waaronder die met cellist Pieter Wispelwey met Collegium Vocale uit Gent onder leiding van Daniel Reuss (2004) volgens AllMusic enige tijd de standaard was.